# Грачёвка (приток Химки)
Грачёвка (Чернавка, Чернава, Встречный ручей, Меленка) — река в России, в городском округе Химки Московской области и Москве, правый приток Химки. Частично протекает в открытом русле. Длина около 6 км. Нижние 1,7 км затоплены Химкинским водохранилищем, образуя Бутаковский залив (шириной до 170 метров, площадью 17 га). На территории Москвы 1,3 км.

## История
Название, вероятно, связано с усадьбой Грачёвка. Наименования Чернава, Чернавка, обычно соответствующие тёмному цвету воды, могли возникнуть из-за путаницы с другим притоком Химки, Чернушкой.
На левом берегу реки до городской застройки территории были населённые пункты Барашки и Бутаково, а вблизи устья — деревня Алёшкино.

## Описание
Река начинается на северо-западной окраине города Химки и протекает под городом в коллекторе. Сохранился Барашкинский пруд в Химках, расположенный на реке, выше и ниже него она в коллекторе. В верховьях долина Грачёвки соединяется с Бурцевской ложбиной, относящейся к бассейну Клязьмы. Вероятно, по этой ложбине с севера через водораздел прорывались талые ледниковые воды.